# Ngorongoro
Ngorongoro este un crater uriaș format prin prăbușirea pereților unui vulcan care este situat în partea de sud a parcului Serengeti din Tanzania. Fundul craterului se află la altitudinea de 2.380 m deasupra n.m. și pereții marginali ai vulcanului se înalță cu încă 400 – 600 m, astfel altitudinea vulcanului atinge 3000 m. Diametrul craterului oscilează între 17 și 21 de km, având o suprafață de 26.400 ha. La marginea craterului au fost îngropați naturaliștii germani tatăl  († 1987) și fiul Grzimek († 1959) care s-a prăbușit aici cu avionul  și care a contribuit la realizarea filmului de succes din anii 1960 „Serengeti n-are voie să moară” premiat cu „Oscar”.

## Istoric
De la începutul secolului XX și până la sfârșitul primului război mondial în crater s-a așezat familia fermierului german Adolf Siedentopf din Bielefeld, ei au cultivat viță de vie și au fost crescători de animale. La ei au venit masai din afara craterului și se ajutau reciproc la creșterea animalelor și paza contra animalelor sălbatice. Ei au fost primii locuitori ai craterului. Din anul 1951 craterul face parte din parcul Serengeti. Din anul 1959 a fost separat declarat rezervație pentru protecția animalelor, iar din 1979 va fi declarat patrimoniu mondial UNESCO și în 1981 va fi denumit rezervat de biosferă. Ultima oară au fost numărați în parc un număr 60.000 de păstori cu  350.000 de animale, ceea ce depășește cu mult potențialul pășunilor din rezervație, și se caută rezolvarea acestei probleme prin cumpărarea terenului de către stat.

## Clima și vegetația
Prin altitudinea diferită a reliefului și dinamica curenților de aer regiunea are după loc o climă foarte variată. Pe înălțimi domnește o climă umedă pe când în regiunile joase au loc diferențe mari de temperatură. Canitatea de preciptații care este mai abundentă între lunile noiembrie și aprilie diferă și ea de la la loc. La marginea craterului cresc tufișuri și ierburi înalte de savană ca și crânguri de arbori din familia pinului. Pe fundul craterului cresc ierburi joase de savană și crânguri de salcâmi

## Fauna
Populația de animale din crater se cifrează la ca.25.000  raportată la numărul total de animale, aici trăiesc cel mai mare număr de animale de pradă din Africa. Dintre erbivore mai numeroase sunt zebrele, bivolii ca și antilopele și gazelele. Printre animalele de pradă predomină leii și leoparzii. Printre celelate animale mai trăiesc aici elefanți, rinoceri și hipopotami.